# Terry McAuliffe
Pour les articles homonymes, voir McAuliffe.
Terence Richard McAuliffe, dit Terry McAuliffe (nom prononcé en anglais : /məˈkɔːlᵻf/), né le 9 février 1957 à Syracuse (État de New York), est un homme politique américain. Membre du Parti démocrate, il est gouverneur de Virginie de 2014 à 2018.

## Biographie

### Débuts de carrière politique
Co-directeur de campagne du président sortant Bill Clinton lors de l'élection présidentielle de 1996, il est président du Comité national démocrate entre 2001 et 2005, puis directeur de campagne de la sénatrice Hillary Clinton pour les primaires présidentielles démocrates de 2008.

### Gouverneur de Virginie
Le 9 juin 2009, il échoue à obtenir l'investiture démocrate pour le poste de gouverneur de Virginie lors d'une primaire dans laquelle il se classe deuxième (avec 26 % des voix), loin derrière Creigh Deeds (50 %) et juste devant Brian Moran (24 %). Deeds est battu par Bob McDonnell, candidat du Parti républicain, en novembre suivant.
Quatre ans plus tard, McAuliffe est unanimement investi par le Parti démocrate comme seul candidat en lice. Il mène une campagne libérale sur les questions de société et modérée sur l'économie face au procureur général d'État, le républicain Ken Cuccinelli. Devançant largement Cuccinelli dans les sondages et le budget de campagne, McAuliffe devient le favori de l'élection,. Le 5 novembre 2013, il est élu gouverneur avec cependant une faible avance, grâce au vote démocrate des banlieues de Washington, D.C., en obtenant 47,7 % des voix contre 45,2 % pour Cuccinelli. D'après les analystes politiques, il aurait notamment souffert de l'impopularité du Patient Protection and Affordable Care Act (Obamacare).

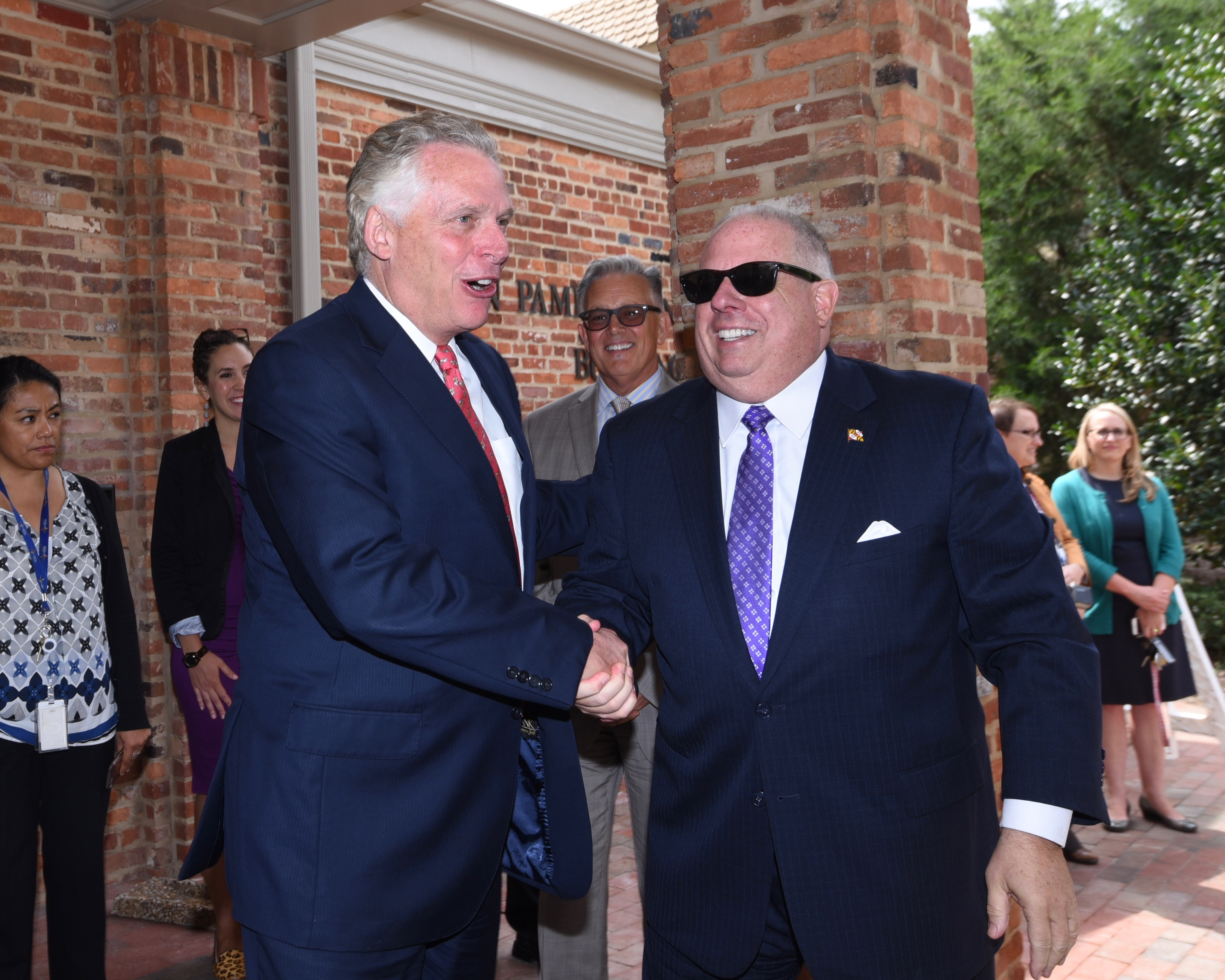
Terry McAuliffe avec le gouverneur du Maryland Larry Hogan, en 2017.

Il entre en fonction le 11 janvier 2014 avec Ralph Northam comme lieutenant-gouverneur. Son mandat est clos le 13 janvier 2018, la Constitution de Virginie interdisant les mandats consécutifs au poste de gouverneur. Ralph Northam est élu pour lui succéder.
Le 8 décembre 2020, il annonce sa candidature pour un nouveau mandat de gouverneur. Il survole la primaire du 8 juin 2021, remportant tous les comtés de l'État et se plaçant largement devant ses quatre concurrents, avec 62,1 % des voix, tandis que le lieutenant-gouverneur sortant, Justin Fairfax, termine quatrième (3,5 %).
Terry McAuliffe fait alors figure de grand favori pour l'élection de novembre, lors de laquelle il affronte le républicain Glenn Youngkin. Il est finalement battu par son rival, une contre-performance interprétée comme une indication négative pour le président Joe Biden. La campagne de McAuliffe est en effet inefficace pour lui faire garder son avance dans les sondages, celui-ci tenant des propos dénigrants envers les soutiens de Donald Trump, parlant de petites gens (« little MAGA people »), avant de se laisser dépasser sur les questions d'éducation, que son adversaire met au centre du débat.